# Мериан, Ганс
Ганс Мериан (нем. Hans Merian; 1857 — 1902) — немецкий эссеист, музыковед
, редактор и переводчик.

## Биография
В 1894—1898 гг. главный редактор мюнхенского литературного ежемесячника «Die Gesellschaft» и его музыкальный обозреватель. Отстаивал идеалы так называемого «современного реализма», не чуждого социал-дарвинистской основы. Наиболее известен развёрнутой статьёй «Негодяи как главные герои» (нем. Lumpe als Helden. Ein Beitrag zur modernen Ästhetik; 1891), в которой отстаивал идею о том, что извращённые и болезненные типы закономерно оказываются в центре внимания новейшего искусства, поскольку именно они в наиболее концентрированном виде выражают проблематику современного мира.
Как музыковед известен, прежде всего, работой «Симфоническая поэма Рихарда Штрауса „Так говорил Заратустра“: Этюд о современной программной симфонии» (нем. Richard Strauss' Tondichtung Also sprach Zarathustra: Eine Studie über die moderne Programmsymphonie; 1899, русский перевод 1909) — по мнению новейшего исследователя, «шедевром среди исследований этого сочинения и, возможно, среди исследований штраусовских симфонических поэм вообще». С позиций «современного реализма» с энтузиазмом отзывался о «Сельской чести» Пьетро Масканьи и «Паяцах» Руджеро Леонкавалло, видя в них здоровую реакцию на мистицизм и символизм Рихарда Вагнера. Мериану принадлежат также обзорные сочинения «Иллюстрированная история музыки от Эпохи Возрождения до настоящего времени» (нем. Illustrierte Geschichte der Musik von der Renaissance bis auf die Gegenwart; 1901, третье издание 1914) и «История музыки в XIX столетии» (нем. Geschichte der musik im neunzehnten Jahrhundert; 1902), книга «Оперные шедевры Моцарта» (нем. Mozarts Meisteropern; 1910) а также биография писателя Германа Хайберга.
Перевёл на немецкий язык книгу Чезаре Ломброзо «Новые успехи в изучении преступников» (Лейпциг, 1894), «Очерки о Шекспире и современном театре» Эрнесто Росси, исследование «О кретинизме» итальянского учёного Винченцо Аллара.